# Ushirombo
Ushirombo est une ville de Tanzanie située dans le district de Bukombe au nord-ouest du pays.
Sa population était de 224,542 habitants en 2012.
Elle a été fondée comme village de mission des Pères blancs à la fin du XIXe siècle.